# Eumachia

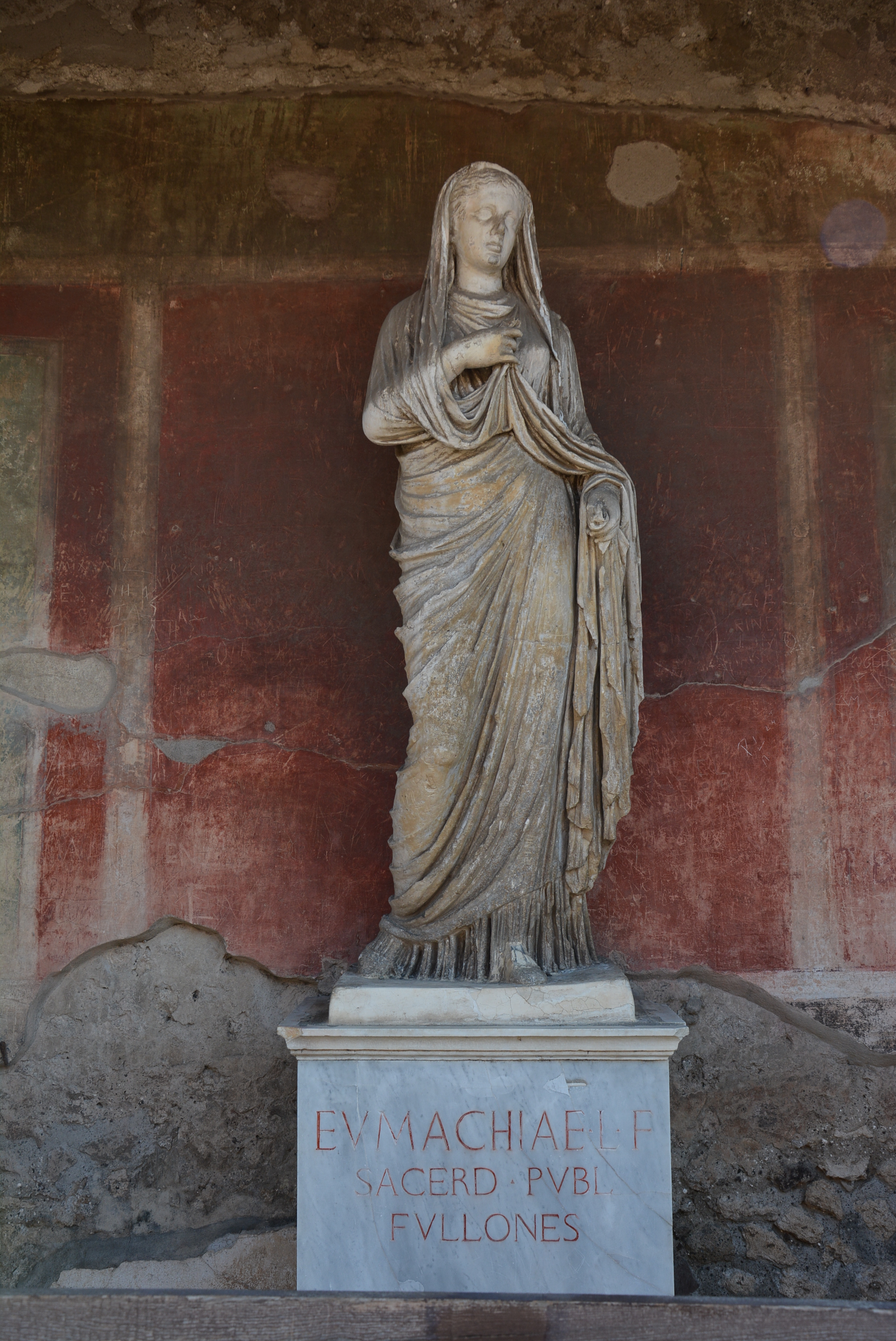
Statue der Eumachia in dem von ihr errichteten Gebäude am Forum von Pompeji (moderne Kopie der Originalstatue)

Eumachia war eine römische Unternehmerin und Priesterin im Pompeji der frühen römischen Kaiserzeit.

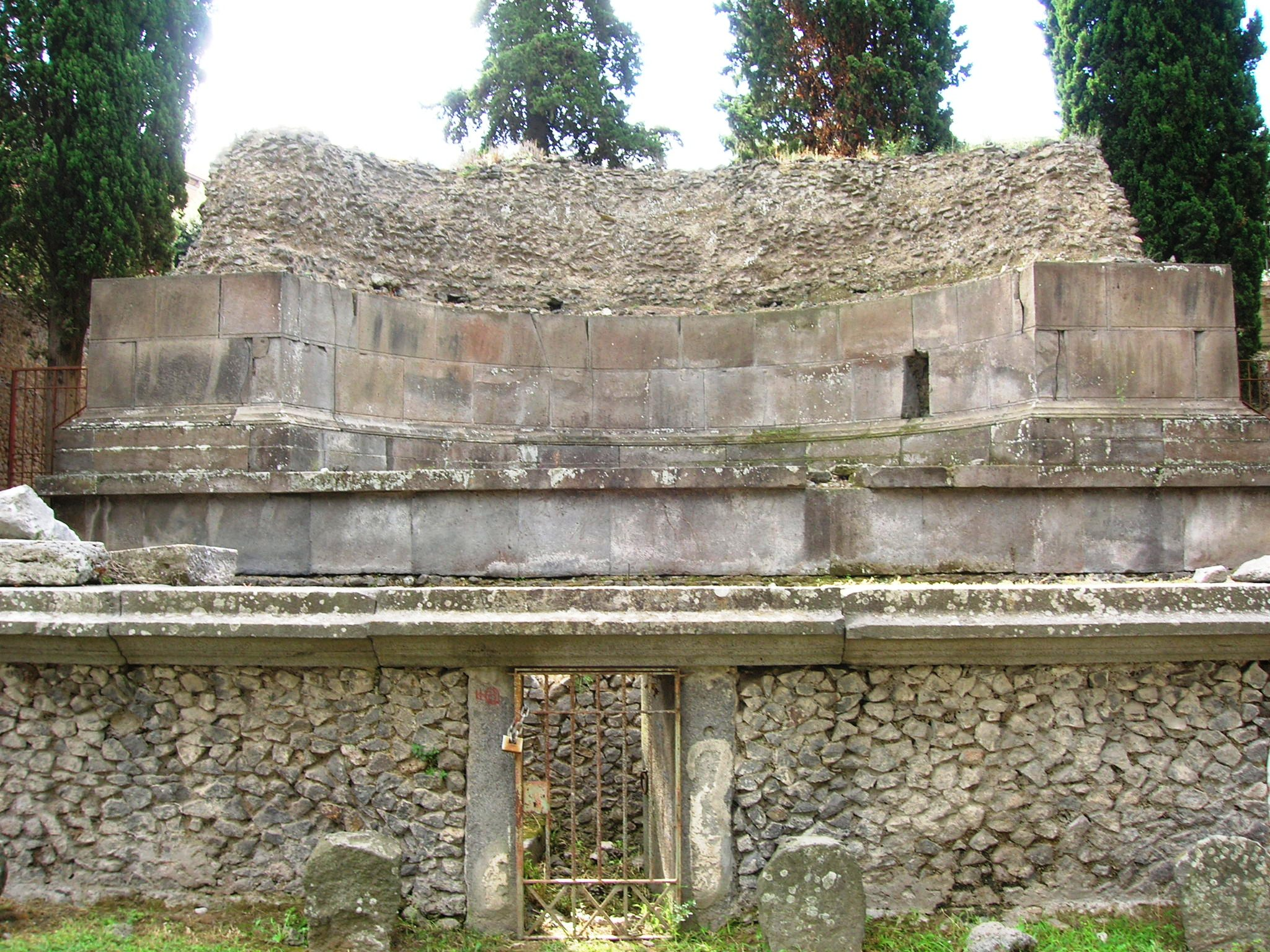
Grabbau der Eumachia

Eumachia war Tochter des Lucius Eumachius, eines reichen, kampanischen Unternehmers, der sein Geld vor allem mit dem Weinbau und einer Ziegelei verdiente. Wohl zur Zeit des Augustus kam ein Zweig der Familie nach Pompeji. Hier heiratete Eumachia einen Mann aus der einflussreichen und reichen Familie der Numistrier. Beide hatten einen Sohn, Marcus Numistrius Fronto.
Nach dem Tod ihres Mannes erbte Eumachia dessen Wollhandelsunternehmen. Dadurch wurde sie zu einer der einflussreichsten Persönlichkeiten Pompejis, was vor allem deshalb Erwähnung verdient, da sie eine Frau war und Frauen ein solcher Aufstieg nur selten vergönnt war. Sie brachte es bis zur Patronin der Tuchhändlergilde, einem der bedeutendsten Kollegien der Stadt. In dieser Eigenschaft ließ sie in ihrem und im Namen ihres Sohnes das nach ihr benannte Gebäude der Eumachia am Forum Pompejis errichten, das möglicherweise das Kollegiengebäude der Tuchhändlergilde wurde.
Eumachia war auch Priesterin der Venus und bekleidete damit ein weiteres herausgehobenes Amt. Eine von der Tuchhändlergilde gestiftete Ehrenstatue zeigt sie im Gewand einer Priesterin.
An der Gräberstraße vor dem Noceraner Tor ließ Eumachia für sich und ihren Haushalt einen repräsentativen Grabbau errichten.